# Online-Textverarbeitung
Ein Online-Editor oder Web-Editor ist eine webbasierte Textverarbeitung zur Online-Erstellung und Bearbeitung von Texten. Diese Texteditoren stellen die Bedienung und das Ergebnis (WYSIWYG) durch verschiedene Browser über das Internet bereit. Die freien Versionen lassen sich auf der eigenen Website anderen Benutzern zur Verfügung stellen.
Daher sind die Web-Editoren auch wesentlicher Bestandteil von Content-Management-Systemen wie TYPO3 oder Wordpress. Mit ihnen kann die redaktionelle Arbeit ohne Kenntnis des HTML-Codes erledigt werden. Als Kodierungs-Standard hat sich daher eine Verbindung von HTML, Rich Text Format (.rtf) und Ajax etabliert.
Eine Zwischenstellung zu den Offline-Editoren nehmen Wiki-Editoren ein, JavaScript-Anwendungen, die eine vollständige Wiki-Software innerhalb einer einzelnen HTML-Datei realisieren wie die Ed.Wiki.
Mit dem Konzept der Web-Editoren nähert sich das read-only System des World Wide Web wieder der ursprünglichen bidirektionalen Konzeption des Writable Web von Tim Berners-Lee an, das noch in dem Browser Amaya wie in den frühen Versionen von StarOffice und Netscape Navigator in der Verbindung von Browser und Editor gegenwärtig ist.

## Software
- HTMLArea
- AjaxWrite (nicht mehr verfügbar)
- CKEditor
- Google Docs
- LibreOffice Online Writer
- Microsoft Office Web Apps
- OnlyOffice
- TinyMCE
- Verbosus
- Writely (aufgegangen in Google Docs Suite)
- Overleaf (kollaborativer LaTeX-Editor)
- Etherpad